# 童燎水库
童燎水库是中国浙江省台州市临海市境内的一座水库，位于洞港知溪上，建于1972年。水库正常库容为1073万立方米，集雨面积为18平方千米，海拔为29米。